# Star Wars: The Rise of Skywalker
Star Wars: The Rise of Skywalker, også kendt som Star Wars: Episode IX – The Rise of Skywalker, er en amerikansk science fiction-film fra 2019, der er instrueret af J.J. Abrams efter manuskript af ham selv og Chris Terrio. Filmen er den niende spillefilm i Star Wars-sagaen og den tredje film i den tredje trilogi efter Star Wars: The Force Awakens (2015) og Star Wars: The Last Jedi (2017).
Filmen handler om Rey, Finn og Poe Dameron, der leder Modstandsbevægelsen i en sidste kamp mod Kylo Ren og Den første orden, der støttes af den tilbagevendte kejser Palpatine. Mange af de medvirkende er de samme som i de to foregående film, herunder Daisy Ridley, Adam Driver, John Boyega, Oscar Isaac, Lupita Nyong'o, Domhnall Gleeson, Kelly Marie Tran, Joonas Suotamo, Billie Lourd, Mark Hamill og Anthony Daniels. Blandt de nye medvirkende er Naomi Ackie, Richard E. Grant og Keri Russell, mens Billy Dee Williams og Ian McDiarmid har medvirket i tidligere film i sagaen. Desuden medvirker den afdøde Carrie Fisher i form af ældre optagelser. Musikken er komponeret af John Williams, der også har komponeret for alle de foregående film i sagaen. Filmen er produceret af Lucasfilm Ltd. og Abrams' produktionsfirma Bad Robot Productions og bliver distribueret af Walt Disney Studios Motion Pictures.
Filmen blev annonceret efter Disneys overtagelse af Lucasfilm i oktober 2012. De primære optagelse begyndte hos Pinewood Studios nær London 1. august 2018 og blev afsluttet 15. februar 2019. George Lucas havde dog allerede så tidligt som i 1976 afsløret overfor nogle af skuespillerne i Star Wars sine intentioner for en række efterfølgerfilm i Star Wars-sagaen, og i 1980 blev antallet af ni film som grundlaget for den samlede fortælling første gang introduceret i mere konkrete vendinger.
Filmen havde premiere i Los Angeles 16. december 2019. I Danmark havde den premiere 18. december 2019. Filmen fik blandede anmeldelser med ros af skuespil og visuelle effekter men kritik af historien og tendensen til genbrug. Filmen indbragte mere end 1 mia. USD mod et produktionsbudget på 275 mio. USD. Det gjorde den til den hidtil dyreste Star Wars-film og den syvende mest indbringende film fra 2019.

## Handling
Hele galaksen hører en meddelelse fra den onde kejser Palpatine, der var ment at være død. Den Første Ordens øverste leder Kylo Ren får fat på en sith-stifinder og bruger den til at finde vej til planeten Exegol. Her møder han den fysisk svækkede Palpatine, der afslører at han skabte Kylo Rens lærermester Snoke som en dukke til at kontrollere Den første orden og lokke Kylo Ren over til den mørke side med. Palpatine afslører en kæmpe flåde af stjernedestroyere og fortæller, at Kylo Ren skal finde og dræbe Rey, men advarer ham om, at hun ikke er den, han tror hun er. Imens får Finn, Poe Dameron og Chewbacca fat på information fra en spion i Den første orden, men de må foretage nogle farefulde hop gennem rummet for at slippe af med de forfølgende TIE-fighters.
Ved Modstandsbevægelsens junglebase er Rey ved at fortsætte sin jedi-træning under general Leia Organa, men det går ikke så godt, som Rey vil. Finn, Poe og Chewbacca kommer tilbage til basen med informationen, der bekræfter at Palpatine er vendt tilbage, og at der vil finde et angreb sted på alle frie verdener om 16 timer. Rey ser efter i Luke Skywalkers jedi-tekster, hvor der er notater om en sith-artefakt, der kan føre dem til Exegol. Rey, Poe, Finn, Chewbacca og de to droider BB-8 og C-3PO tager til planeten Pasaana for at finde en kontakt, som Luke kendte, mens R2-D2 og Maz Kanata bliver tilbage hos Leia i Modstandsbevægelsens junglebase. Hos Den første orden mødes Kylo Ren med generalerne Hux og Pryde og andre ledende officerer. Der er delte meninger om flåden fra Exegol, men Kylo Ren skærer igennem og beordrer dem til at knuse enhver modstand.
På Pasaana støder Reys gruppe på den lokale forfædrefest, men Reys glæde over deres uventede deltagelse i den forsvinder, da Ren kontakter hende gennem kraften. En stormtrooper opdager Rey, men hun og de andre bliver reddet af den gamle oprører Lando Calrissian. Han fortæller dem hvor i ørkenen, artefaktet sidst er set, men på vej derhen må de undslipper et par flyvende stormtroopers. Ude i ørkenen trækker kviksand dem ned i en hule, hvor de opdager skelettet af Lukes kontakt. De støder også på en kæmpe slange, men Rey beroliger den ved at hele dens sår. De finder en daggert med sith-tekst, som C-3PO's programmering forbyder ham at oversætte. De vil så bruge kontaktens skib til at komme væk med, da de ikke komme til deres eget skib, Tusindårsfalken, for Den første orden. Men imens er Kylo Ren kommet til med Knights of Ren, og da Rey sanser ham, går hun ud for at konfrontere ham. Den første orden får fat på både Tusindårsfalken, Chewbacca og daggerten. Rey forsøger at redde Chewbacca men kommer til at ødelægge en af Den første ordens transportskibe ved at skyde lyn med kraften. Gruppen tager væk på kontaktens skib, idet de antager, at Chewbacca blev dræbt i eksplosionen. Ombord på skibet får BB-8 genoplivet den lille droide D-O.
Poe foreslår at de tager til Kijimi, hvor en droide-smed kan få sith-teksten ud af C-3PO's hukommelse. På Kijimi støder de på Zorri Bliss, som Poe har et lidt anstrengt forhold til. Smeden får C-3PO til at afsløre teksten, der viser sig at være koordinater, men det er på bekostning af C-3PO's hukommelse. Rey sanser at Chewbacca er i live, og gruppen sætter ud på en redningsmission. Med hjælp fra Zorri Bliss infiltrerer de Kylo Rens stjernedestroyer, mens han selv leder efter Rey på Kijimi. Poe og Finn skyder sig vej frem og får befriet Chewbacca, men de bliver fanget af general Hux og en gruppe stormtroopers. Imens har Rey og Kylo Ren kontakt gennem kraften. Kylo Ren afslører, at Rey er Palpatines barnebarn, men at han beordrede hende dræbt som barn af frygt for hendes kraft. Rey opdager daggerten og har visioner af en lejemorder, der brugte den til at dræbe hendes forældre med. De tre andre skal henrettes, men Hux skyder henrettelsespelotonen, afslører sig selv som spionen og tillader dem at flygte med Tusindårsfalken. Hux bliver så henrettet for forræderi af general Pryde, der overtager kommandoen over Den første ordens styrker. Palpatine sender en af sine stjernedestroyere ud for at ødelægge Kijimi med sin superkanon.
Gruppen følger koordinaterne til månen Kef Bir i Endor-systemet, hvor de støder på en gruppe deserterede stormtroopers med kvinden Jannah som ordfører. Hun fører dem til et oprørt hav med resterne af den anden dødsstjerne. Med hjælp fra daggerten lykkes det for Rey at finde en anden stifinder ved Palpatines gamle tronsal. Men da hun rører ved stifinderen, får hun en vision af sig selv som en sith. Kylo Ren har imidlertid sporet dem, ødelægger stifinderen og kæmper mod Rey. En døende Leia kalder på Kylo Ren gennem kraften, så han tøver. Rey gennemborer ham, men da hun sanser Leias død, heler hun Kylo Ren. Hun tager så hans skib for at gå i eksil på Ach-To, rystet over sin sith-baggrund. På Ahch-To viser Luke Skywalkers ånd sig og opmuntrer Rey til at konfrontere Palpatine, ligesom han konfronterede sin far Darth Vader. Han giver hende Leias lyssværd og sin gamle X-wing-fighter. Rey tager afsted til Exegol, idet hun bruger stifinderen fra Kylo Rens skib. På Kef Bir har Kylo Ren en samtale med ånden af sin far Han Solo. Kylo Ren smider sit lyssværd væk og vender tilbage til sin oprindelige identitet som Ben Solo.
Gruppen vender tilbage til Modstandsbevægelsens base, hvor de hører om Leias død. Finn og Poe bliver generaler i fællesskab, mens R2-D2 genskaber det meste af C-3PO's hukommelse. Imens har Rey sendt signaler, så Modstandsbevægelsens rumskibe og jagere kan følge efter hende sammen med Jannas folk til Exegol. Her må de ødelægge den sender, der gør det muligt for flåden af stjernedestroyere at tage afsted.
Rey konfronterer Palpatine, der kræver at hun skal dræbe ham og blive den nye kejserinde. Ben kommer til og nedlægger Knights of Ren, mens Rey nedlægger Palpatines vagter. Palpatine styrker sig selv med livskraften fra Rey og Ben og skyder så lyn efter Modstandsbevægelsens skibe med kraften. Ben bliver smidt i en kløft, men en svækket Rey hører stemmerne fra fortidens jedier, der giver hende styrke og opmuntrer hende til at fortsætte. Den rasende Palpatine forsøger at ødelægge Rey med flere lyn, men Rey bruger Luke og Leias to lyssværd til at sende dem tilbage til ham, så han bliver dræbt og disintegrerer. Rey dør af kraften fra angrebet, men den sårede Ben kravler op af kløften og kommer hen til hende, hvor han bruger kraften til at genoplive hende. De deler et kys, før han dør og bliver et med kraften. Imens har Modstandsbevægelsen fået forstærkning af Lando Calrissian, Zorri Bliss og mange andre. Det gør det muligt for dem at ødelægge resten af flåden af stjernedestroyere.
Modstandsbevægelsen og galaksen som sådan fejrer sejren. Maz Kanata giver Chewbacca en medalje, mens Poe og Zorri Bliss veksler nogle blikke. Rey vender tilbage til Modstandsbevægelsen, hvor hun deler et knus med Finn og Poe. Efterfølgende tager hun til Luke Skywalkers barndomshjem på Tatooine. Her begraver hun Luke og Leias lyssværd i sandet, idet hun nu har lavet sit eget. En lokal spørger om hendes navn, og mens Luke og Leias ånder ser til, præsenterer hun sig som Rey Skywalker. Til sidst ser hun og BB-8 på Tatooines tvillingsole.

## Medvirkende
- Daisy Ridley som Rey, en tidligere klunser fra ørkenplaneten Jakku og den sidste jedi trænet af Luke Skywalker. Hun viser sig at være barnebarn af Palpatine, som hendes forældre forsøgte at beskytte hende imod. Det giver anledning til indre konflikter hos hende, men hun modstår den mørke sides fristelser og ender i stedet med at tage efternavnet Skywalker.[11][12][13]
- Adam Driver som Kylo Ren, den øverste leder af Den første orden efter at have dræbt sin lærermester Snoke. Han er søn af Han Solo og Leia Organa og hed oprindeligt Ben Solo.[12] Han er desuden mester i Knights of Ren.[11]
- John Boyega som Finn, en deserteret stormtrooper fra Den første orden, der nu er med i Modstandsbevægelsen.[12]
- Oscar Isaac som Poe Dameron, en dygtig og højtrangerende X-wing-pilot i Modstandsbevægelsen.[12]
- Lupita Nyong'o som Maz Kanata, en pirat og allieret af Modstandsbevægelsen.[2]
- Domhnall Gleeson som General Armitage Hux, næstkommanderende i Den første orden og rival til Kylo Ren.[2]
- Kelly Marie Tran som Rose Tico, en mekaniker i Modstandsbevægelsen og ven af Finn.[2]
- Joonas Suotamo som Chewbacca, en wookiee og andenpilot på Tusindårsfalken.[2] Den oprindelige Chewbacca-skuespiller Peter Mayhew døde, mens efterproduktionen af filmen fandt sted. Filmen er dedikeret til minde om ham.
- Billie Lourd som Løjtnant Connix, en officer i Modstandsbevægelsen og allieret af Poe Dameron.[2] Lourd spillede desuden hendes mor Carrie Fishers rolle Leia Organa i et flashback.[14]
- Mark Hamill som Luke Skywalker, en nu afdød jedimester og bror til Leia Organa, der nu er blevet et med Kraften.[2][15]

Mark Hamill lægger desuden stemme til rumvæseet Boolio.
- Carrie Fisher som Leia Organa, tidligere prinsesse af Alderaan, nu leder af Modstandsbevægelsen og mor til Kylo Ren.[2]

Fisher døde i 2016 men optræder her i form af ubenyttede optagelser fra Star Wars: The Force Awakens. I et flashback blev der desuden inddraget en ubenyttet optagelse fra Star Wars Episode VI: Jediridderen vender tilbage fra 1983.
- Billy Dee Williams som Lando Calrissian, en gammel ven af Han Solo og Leia Organa og veteran fra oprørsbevægelsen.[2][19]

Williams spillede tidligere rollen i Star Wars Episode V: Imperiet slår igen (1980) og Star Wars Episode VI: Jediridderen vender tilbage (1983).
- Anthony Daniels som C-3PO, en protokoldroide i Leia Organas tjeneste.[2]

Daniels er den eneste skuespiller, der har medvirket i alle ni film i sagaen.
- Hassan Taj og Lee Towersey som R2-D2, en droide. De afløste Jimmy Vee, der havde spillet rollen i Star War: The Last Jedi.[22]
- Dave Chapman og Brian Herring som dukkeførere for BB-8, en droide.[22]
- Greg Grunberg som Snap Vexley, en pilot i Modstandsbevægelsen.[23]
- Naomi Ackie som Jannah, den deserterede stormtrooper TZ-1719 som Rey, Finn og Poe Dameron møder på Kef Bir, og som hjælper dem.[2][24]
- Richard E. Grant som General Enric Pryde, en højtrangerende officer i Den første orden, der tidligere tjente Palpatine i det galaktiske imperium.[2][25]
- Keri Russell som Zorri Bliss,[26][27] en kriminel og gammel ven af Poe.[28]
- Ian McDiarmid som Sheev Palpatine / Darth Sidious, den tidligere kejser af Det Galaktiske Imperium, som var antaget for død i Star Wars Episode VI: Jediridderen vender tilbage.[29][30][31] Han viser sig at være Reys farfar.[32]
- Dominic Monaghan som Beaumont Kin, en soldat i Modstandsbevægelsen.[33][34]
- Denis Lawson som Wedge Antilles, en veteran fra oprørsbevægelsen.[35][36]
- Jeff Garlin som et medlem af Modstandsbevægelsen.[37]
- Kevin Smith som en indbygger på Kimiji.[38]
- Jodie Comer som Reys mor i et flashback.[35][36]
- Billy Howle som Reys far i et flashback.[35]
- Cailey Fleming og Josefine Irrera Jackson som Rey som barn.[22]
- Harrison Ford som Han Solos ånd. Figuren døde i Star Wars: The Force Awakens.[35][39]
- Lin-Manuel Miranda som et medlem af Modstandsbevægelsen.[36]
- Shirley Henderson som droide-smeden Babu Friks stemme.[36]
- Warwick Davis som Wicket W. Warrick, en ewok.[36]
- Harrison Davis som Pommet Warrick, Wicket W. Warricks søn.[16]
- Amanda Lawrence som Larma D’Acy, en leder i Modstandsbevægelsen.[40]
- Vinette Robinson som Wrobie Tyce, en pilot i Modstandsbevægelsen.[40]
- Tom Wilton som Aftab Ackbar, en oberst i Modstandsbevægelsen og søn af den afdøde Admiral Ackbar.[16]
- Martin Wilde, Anton Simpson-Tidy, Lukaz Leong, Tom Rodgers, Joe Kennard og Ashley Beck som Knights of Ren.[22][41]
- Nick Kellington som Klaud, et sneglelignende rumvæsen der er allieret med Modstandsbevægelsen.[22][42]
- Mike Quinn som Nien Nunb.[22]
- Kipsang Rotich som Nien Nunbs stemme.[22]

Derudover er der stemmer fra fortidens jedier med Ewan McGregor som Obi-Wan Kenobi, Hayden Christensen som Anakin Skywalker, Samuel L. Jackson som Mace Windu, Liam Neeson som Qui-Gon Jin, Frank Oz som Yoda, Ashley Eckstein som Ahsoka Tano Jennifer Hale som Aayla Secura, Angelique Perrin som Adi Gallia, Olivia d'Abo som Luminara Unduli og Freddie Prinze Jr. som Kanan Jarrus. På samme måde lægger Andy Serkis stemme til Snoke og James Earl Jones til Darth Vader. Manuskriptforfatteren Chris Terrio lægger stemme til Aftab Ackbar. Filmens instruktør J.J. Abrams lægger stemme til droiden D-O, der bliver ven med droiden BB-8 Komponisten John Williams har en cameo som Oma Tres, en bartender på Kijimi. Ed Sheeran, Karl Urban, Dhani Harrison, Nigel Godrich, J.D. Dillard og Dave Hearn har cameos som stormtroopers.

## Produktion
I oktober 2012 solgte skaberen af Star Wars, George Lucas, sit produktionsfirma Lucasfilm og med det Star Wars-franchiset til The Walt Disney Company. Efterfølgende annoncerede Disney en ny trilogi af Star Wars-film. Den første film i den nye trilogi, Star Wars: The Force Awakens, der blev instrueret af J.J. Abrams, havde premiere 14. december 2015. Den anden film, Star Wars: The Last Jedi, der blev instrueret af Rian Johnson, havde premiere 15. december 2017.
I juni 2014 blev det annonceret, at Rian Johnson skulle skrive et oplæg til den tredje og sidste film i trilogien, Episode IX, men senere oplyste han, at han alligevel ikke var involveret i arbejdet med at skrive filmen. I august 2015 blev det annonceret, at Colin Trevorrow skulle instruere filmen. Trevorrow skulle desuden skrive manuskriptet sammen med Derek Connolly. Trevorrow og Connollys manuskript med arbejdstitlen Star Wars: Duel of the Fates omfattede flere elementer, der kom med i den færdige film. For eksempel at Kylo Ren finder en sith-stifinder i Darth Vaders fort på Mustafar, overførelsen af kraft-energi, en stjernedestroyer med en superlaser, Lando der leder en flåde af rumskibe til at redde dagen med og Chewbacca, der får en medalje.
10. februar 2016 bekræftede Disneys administrerende direktør Bob Iger, at førproduktionen på Episode IX var gået i gang. Fotografen John Schwartzman planlagde at benytte 65 mm-film. I august 2017 blev det annonceret, at Jack Thorne ville omskrive manuskriptet. 5. september 2017 annoncerede Lucasfilm så, at Trevorrow fratrådte som instruktør af filmen som følge af kreative uoverensstemmelser. Det blev rapporteret, at det professionelle samarbejde mellem Trevorrow og Kennedy var blevet uholdbart, efter at Trevorrow ikke havde kunnet levere et tilfredsstillende manuskript trods flere udkast. En uge efter blev det så annonceret, at J.J. Abrams ville vende tilbage som instruktør. Historieholdet mødtes med George Lucas, før de gik i gang med det nye manuskript, der blev skrevet af Abrams og Chris Terrio. Trevorrow og Connolly blev dog også krediteret for historien. Historien endte imidlertid med at blive omskrevet i et vist omfang før afslutningen på optagelserne. Filmen blev produceret af Abrams' firma Bad Robot Productions, Kathleen Kennedy og Michelle Rejwan.
Før optagelserne gik i gang, havde filmen arbejdstitlen Black Diamond, men det blev ændret til Trixie i 2018, så romertallet IX for 9 kom til at indgå i arbejdstitlen. Den endelige titel, Star Wars: The Rise of Skywalker, blev annonceret ved Star Wars Celebration Chicago 12. april 2019.

### Casting
Før castingen begyndte for alvor, opstod der et særligt problem, da Carrie Fisher, der spillede Leia Organa i de foregående film, døde 27. december 2016. Ifølge pressen skulle hun ellers have haft en central rolle i Star Wars: The Rise of Skywalker. Noget der senere blev bekræftet af hendes bror Todd Fisher: "Hun skulle være den store belønning i den sidste film. Hun skulle være den sidste jedi, så at sige."
Umiddelbart oplyste Lucasfilm, Disney og andre der var involverede i filmen ikke noget om, hvordan de ville håndtere Carrie Fishers død, og hvad der ville blive af hendes figur i filmen. I januar 2017 fastslog Lucasfilm imidlertid, at man ikke ville genskabe hende digitalt, sådan som man lige havde gjort det i Rogue One: A Star Wars Story i 2016. I april 2017 oplyste Todd Fisher, at han og Carrie Fishers datter Billie Lourd havde givet Disney og Lucasfilm ret til at bruge nyere optagelser af den afdøde skuespiller i Star Wars: Episode IX. En uge efter oplyste producenten Kathleen Kennedy dog, at Fisher ikke ville komme til at medvirke i filmen. Men i juli 2018 annoncerede Abrams, at der alligevel ville blive benyttet ubenyttede optagelser af Carrie Fisher fra Star Wars: The Force Awakens til at hjælpe med at gøre historien komplet. En uge senere kom det frem, at der også ville blive benyttet ubenyttede optagelser af hende fra Star Wars: The Last Jedi. Todd Fisher udtalte senere: "Der er mange minutters optagelser. Jeg mener ikke bare fraklip. Det er nyt ubenyttet indhold, der kunne væves ind i historien. (…) Det kommer til at se ud, som det skal være. Som om det var blevet optaget i går."
Da det kom til stykket, blev der dog kun benyttet optagelser fra Star Wars: The Force Awakens. J.J. Abrams udtalte: "Vi brugte kun optagelser fra Force Awakens, for der var ikke rigtig noget fra Last Jedi, der ikke var blevet benyttet i den film. Vi havde, tror jeg, fem eller seks dele, scener som Carrie havde spillet, som vi ikke havde benyttet i filmen. Så det var nemt at finde de dele og identificere dem og vælge optagelser og se på dem og se hvad vi havde. Så handlede det om at flytte rundt på de scener og skrive alt omkring dem. Så skød vi de dele, tilpassede alt omkring Carrie, så vi brugte aldrig en form for digital Carrie, vi brugte altid hende i hendes optræden."
I december 2017 var det blevet bekræftet, at Adam Driver ville vende tilbage i rollen som Kylo Ren, Daisy Ridley som Rey, John Boyega som Finn og Oscar Isaac som Poe Dameron. I juli 2018 var der samtaler i gang med Keri Russell om deltagelse i nogle kampscener i filmen. Desuden blev det bekræftet, at Billy Dee Williams ville vende tilbage som i sin gamle rolle som Lando Calrissian. I slutningen af måneden blev rollelisten så offentliggjort med Russell på listen sammen med en række gamle og enkelte nye medvirkende. I slutningen af august blev Dominic Monaghan og Matt Smith angiveligt valgt til ikke nærmere angivne roller, men i 2019 benægtede Smith, at han skulle være med i filmen. Efterfølgende forklarede han, at han havde været involveret i samtaler om en del, der ikke blev til noget. Greg Grunberg gentog sin rolle som Temmin "Snap" Wexley.
Ved Star Wars Celebration Chicago i april 2019 blev det afsløret, at Ian McDiarmid ville gentage sin rolle som Palpatine. Da Star Wars Celebration fandt sted, efter at de primære optagelser var afsluttet, kunne Abrams glæde sig over, at nyheden om McDiarmids medvirken aldrig var blevet lækket. Kathleen Kennedy forklarede senere, at årsagen til at de besluttede at afsløre Palpatines tilbagevenden før filmens premiere var at "mange af de figurer, der spiller en væsentlig rolle i historien, kender fansene. De ved ikke, hvordan den her historie vil udfolde sig, men de ved, hvem de er. Det er ikke som Baby Yoda, den overraskende populære figur fra The Mandalorian".

### Optagelser
De primære optagelser begyndte hos Pinewood Studios nær London 1. august 2018. Der fandt også optagelser sted i Wadi Rum i Jordan. Ifølge Oscar Isaac havde Abrams fået lov til at improvisere mere med skuespillet end i de to foregående film. På grund af et stramt program fandt noget af redigeringen sted i forbindelse med optagelserne. Anthony Daniels afsluttede optagelserne til sin rolle som C-3PO 28. januar 2019. De primære optagelser blev afsluttet 15. februar 2019. I juli 2019 deltog Hamill, Ridley og Isaac i genoptagelser i London. Yderligere genoptagelser fandt sted hos Bad Robot Productions fra slutningen af september til midten af oktober 2019.

### Efterproduktion
De visuelle effekter bliver leveret af Industrial Light & Magic med Roger Guyett som supervisor. 25. november 2019 oplyste Abrams i et interview med Good Morning America, at efterproduktionen var blevet afsluttet dagen før. Han indrømmede også, at en skuespiller havde efterladt et eksemplar af filmmanuskriptet på sit hotelværelse, hvorefter manuskriptet var blevet sat til salg på eBay. En ansat hos Disney havde identificeret det som autentisk og købt det af sælgeren for et ikke angivet beløb. To dage efter sagde Boyega på samme program, at det var hans manuskript, som han havde glemt under sin seng, da han flyttede. En rengøringsassistent havde så fundet manuskriptet og sat det til salg for omkring 65 britiske pund.

### Musik
Ved Star Wars Celebration Europe i juli 2013 annoncerede Kennedy, at John Williams, der havde komponeret musikken til de øvrige film i sagaen, også ville gøre det for den nye trilogi. 10. januar 2018 blev det bekræftet, at Williams både ville komponere og dirigere musikken til Star Wars: The Rise of Skywalker. Måneden efter oplyste Williams, at det ville blive den sidste Star Wars-film, han kom til at komponere for. I august 2019 kom det frem, at Williams havde skrevet ca. 35 ud af forventet 135 minutter for filmen. Ifølge Williams' bror Don ville den indeholde alle de vigtige temaer fra Star Wars-sagaen. Optagelserne begyndte i juli 2019 med Williams og William Ross som dirigenter og fandt sted i løbet af seks måneder. Walt Disney Records udgav det officielle soundtrack 20. december 2019.

## Markedsføring
Abrams kom ikke med detaljer om filmen til at begynde med, men han håbede, at publikum ville blive tilfredse. Ved Star Wars Celebration Chicago ledte han imidlertid en paneldiskussion 12. april 2019, hvor han afslørede den første trailer for filmen, titlen og nye billeder. Traileren blev vist 111 mio. gange det første døgn efter offentliggørelsen, hvilket var 20 mio. mere end den første trailer for Star Wars: The Last Jedi og mere end dobbelt så meget end for Star Wars: The Force Awakens
4. maj 2019 (Star Wars Day) blev der annonceret en række udgivelser som del af kampagnen "Journey to Star Wars: The Rise of Skywalker". Den omfattede romanen Resistance Reborn, der foregår mellem Star Wars: The Last Jedi og Star Wars: The Rise of Skywalker, og forskellige andre titler. Desuden blev det nye temaområde Star Wars: Galaxy's Edge i Disneyland placeret tidsmæssigt mellem Star Wars: The Last Jedi og Star Wars: The Rise of Skywalker. Den første plakat for filmen og en hurtig video blev offentliggjort ved D23 Expo i Anaheim i Californien 24. august 2019. Videoen omfattede en montage med Star Wars-sagaen hidtil og flere nye optagelser fra filmen. Den endelige trailer blev offentliggjort på afdøde Carrie Fishers fødselsdag 21. oktober under Monday Night Football.
I december 2019 blev der udgivet forskellige ekstra ting til videospillet Fortnite Battle Royale i form af figurskin for Rey, Finn, Kylo Ren, Zorii Bliss og en Sith Trooper, et TIE Fighter glider skin, en Tusindårsfalken glider, fire emotes og to bannere. 14. december 2019 blev en smagsprøve på filmen vist i en biograf i spillet Fortnite som en live-begivenhed. Til sidst hørtes en meddelelse fra Palpatine, som den der nævnes i filmens indledende rulletekster.
I forbindelse med at filmen havde premiere i USA som sådan, 20. december 2019, blev der offentliggjort en trailer for det kommende videospil Lego Star Wars: The Skywalker Saga.

## Premiere
Det var oprindeligt meningen, at filmen skulle have haft premiere i USA 24. maj 2019, men den blev udskudt til december 2019. Her fik filmen så verdenspremiere i TCL Chinese Theatre i Los Angeles 16. december 2019, og fik det efterfølgende i blandt andet Danmark 18. december 2019, i Storbritannien 19. december 2019 og i USA som sådan 20. december 2019. I modsætning til de fleste andre film afholdt Disney ikke prøvevisninger for Star Wars: The Rise of Skywalker men viste den kun for Abram' venner og familie samt en dødeligt syg fan.
En scene til sidst i filmen, hvor to kvindelige medlemmer af Modstandsbevægelsen kysser, blev klippet ud i Dubai og Singapore.

### Udgivelser
Filmen skulle have været udgivet på Digital HD 17. marts 2020, men den blev fremskyndet med fire dage som følge af den aktuelle coronaviruspandemi Filmen blev desuden udgivet som dvd, Blu-ray og 4K Ultra HD af Walt Disney Studios Home Entertainment 31. marts 2020. Samme dag blev der udgivet en 4K Ultra HD Blu-ray-boks med alle ni film i Star Wars-sagaen. Derudover blev filmen tilgængelig på Disney+ 4. maj 2020.
En roman baseret på filmen skrevet af Rae Carson blev udgivet fysisk og som lydbog 19. marts 2020. Den forklarer Palpatines tilbagevenden med, at han overførte sin bevidsthed til en klon efter sin død i Star Wars Episode VI: Jediridderen vender tilbage. Desuden fortælles at Reys far var en fejlslagen klon af Palpatine, som imidlertid havde ladet ham leve. En junior-roman og en tilsvarende lydbog af Michael Kogge blev udgivet 21. april 2020. Marvel Comics udgav desuden tegneserien The Rise of Kylo Ren fra 18. december 2019 til 11. marts 2020. Serien, der blev skrevet af Charles Soule og illustreret af Will Sliney, handler om hvordan Ben Solo blev til Kylo Ren og udbygger hans baggrundshistorie. Marvel Comics annoncerede også en tegneserie i fem dele baseret på filmen, der skulle have været udgivet fra juni 2020. Den endte imidlertid med at blive droppet. Til gengæld udgav IDW Publishing en anden tegneserie baseret på filmen i 2021.

## Modtagelse

### Billetsalg
Star Wars: The Rise of Skywalker indbragte 515,2 mio. USD i USA og Canada og 558,9 mio. USD i resten af verdenen, i alt 1.074 mio. USD. Det gjorde den til den syvende mest indbringende film fra 2019. Deadline Hollywood anslog nettoprofitten til at være på 300 mio. USD, når der var taget højde for alle udgifter.
Billetsalget begyndte 21. oktober 2019, og i løbet af den første time solgte filmen flere billetter på Atom Tickets end den hidtidige rekordholder, Avengers: Endgame. Førstedagens salg endte med at blive det næstbedste hidtil på Atom Tickets, kun overgået af Avengers: Endgame og samtidig mere end dobbelt så meget som Star Wars: The Last Jedi. Fandango oplyste, at den havde overgået alle Star Wars-film hidtil. De første bud på indtægter lød, at filmen ville indbringe enten ca. 175 mio. USD eller ca. 205 mio. USD i åbningsweekenden i USA og Canada. Den første dag indbragte filmen 89,6 mio. USD, heraf 40 mio. USD fra visninger natten mellem 19. og 20. december 2019, det sjette højeste hidtil. I alt blev det til 177,4 mio. USD i åbningsweekenden, det tredje bedste for december og det 12. bedste hidtil. Deadline Hollywood bemærkede dog, at de mindre positive reaktioner på filmen kunne påvirke billetsalget senere hen. Cathleen Taff, leder af Disneys globale distribution, omtalte åbningen som en flot start, og at de var spændte på at se det passionerede publikum dukke op til de elskede film. Juledag indbragte filmen 32 mio. USD, det næstbedste for denne dag siden Star Wars: The Force Awakens med 49,3 mio. USD i 2015. De fem dage i julen gav i alt 138,8 mio. USD, heraf 76 mio. USD fra den anden weekend. I den tredje weekend indbragte filmen 34,5 mio. USD, hvilket sikrede den en fortsat førsteplads. I den fjerde weekend blev den dog overgået af den nye film 1917.
På verdensplan forventedes filmen at indbringe ca. 450 mio. USD, herunder 250 mio. USD fra 52 lande udover USA og Canada. På den første dag den blev vist internationalt i 46 lande indbragte den 59,1 mio. USD. De største indtægter kom fra Storbritannien (8,3 mio. USD), Tyskland (7,2 mio. USD), Frankrig (5,3 mio. USD) og Australien (4,3 mio. USD). I Kina måtte den derimod nøjes med 1,6 mio. USD på den første dag. Åbningsweekenden resulterede sammenlagt i 198 mio. USD fra lande udover USA og Canada og med dem 373,5 mio. USD. Det var mindre end forventet og 47 % under Star Wars: The Last Jedi. De største indtægter i åbningsweekenden kom fra Storbritannien (26,8 mio. USD), Tyskland (21,8 mio. USD), Frankrig (15,2 mio. USD), Australien (12,6 mio. USD) og Kina (12,1 mio. USD).

### Kritik
Hjemmesiden Rotten Tomatoes samlede 511 anmeldelser og bedømte 52 % af dem til at være positive med en gennemsnitlig bedømmelse på 6,1/10. Hjemmesidens konsensus lød: "Star Wars: The Rise of Skywalker plages af en frustrerende mangel på fantasi men fuldender den elskede saga med fan-fokuseret hengivenhed." Vurderingen var den hidtil laveste for en Star Wars-spillefilm. Hos Metacritic fik filmen et vægtet bedømmelse på 53 ud af 100 point baseret på 60 anmeldelser, hvilket indikerede jævn eller blandet kritik.
Richard Roeper fra Chicago Sun-Times gav filmen tre ud af fire stjerner med ordene "The Rise of Skywalker kommer sjældent tæt på storhed, men den er en solid, visuelt blændende varmhjertet sejr for Kraften i kvalitetsfilm." Owen Gleiberman fra Variety roste filmen for at være "den mest elegante, følelsesmæssigt rundede og tilfredsstillende Star Wars-eventyr siden storhedstiden med Et nyt håb og Imperiet slår igen" men tilføjede at med de senere film, var baren ikke sat så høj. Michael Phillips fra Chicago Tribune skrev at "The Rise of Skywalker gør sit job. Den samler op på den trio af trilogier, der begyndte i 1977, på en sikker, beroligende forudsigelig måde, gørende alt hvad der er filmisk muligt for at undgå at tirre bjørnen, også kendt som den traditionsbundne del af Star Wars-fansene."
Todd McCarthy fra The Hollywood Reporter roste de visuelle effekter men kritiserede historiefortællingen og skrev at "Et plot som det med så mange figurer, steder og historiedynamikker kan være forvirrende af natur; så nådesløs er ophobningen af hændelser, at på et tidspunkt kan man tillade sig at undersøge, hvad der egentlig foregår på et givent tidspunkt og hvorfor, i stedet for bare at følge med på turen." A.A. Dowd fra The A.V. Club gav filmen en karakter på C+ og skrev at filmen "er så fyldt med forpligtelser, at den næsten segner under vægten, svagt smilende mens den forsøger at gengive en mere elegant tidsalder." Nicholas Barber fra BBC skrev at "filmen er vel spillet, den ser så godt ud, at der må være en fantastisk tilhørende bog med konceptkunst, og den har en positiv besked om aldrig at opgive håbet. Men den primære følelse den giver tilskueren er en fornyet respekt for Lucas' fantasi. The Rise of Skywalker er blevet skabt med kærlighed af gruppe talentfulde folk, men alligevel er det bedste de kan gøre at betale tribut til alt det, han gjorde for flere årtier siden."
Scott Mendelson fra Forbes beskrev filmen som "om muligt værre end nogen Star Wars-episode hidtil." Den afslutter et legendarisk franchise med et bump, mens den nægter den nye trilogi dens kunstneriske grund til at eksistere. Justin Chang fra Los Angeles Times følte at filmen "åndeligt tilbyder sig som en Last Jedi-rettelse, en tilbagevenden til grundlæggende historiefortælling, en næsten 2½ time udtog af alt det, der fik dig til at elske Star Wars til at begynde med." Mick LaSalle fra San Francisco Chronicle skrev: "I omkring 75 % af dens spilletid er The Rise of Skywalker en skuffelse. Men til trods for alle filmens fejl, er det sandsynligt, at de fleste folk vil overveje The Rise of Skywalker og acceptere handlen: bliv gennem jævne 110 minutter for at komme til et stærk halv time."
Nogle kritikere bemærkede, at Kelly Marie Tran havde en meget mindre rolle i filmen end hendes debut i Star Wars: The Last Jedi, og tolkede det som en indrømmelse til de fans, der ikke brød sig om hendes rolle. Tran havde været et offer for digital mobning efter premieren på Star Wars: The Last Jedi. Manuskriptforfatteren Chris Terrio forklarede dog Trans begrænsede medvirken med problemer med at inkludere den afdøde Carrie Fisher i scener i filmen.

### Præmieringer
Filmen blev nomineret til en række priser, blandt andet 12 Saturn Awards. Ved uddelingen 26. oktober 2021 fik den fem priser for bedste science fiction-film, bedste instruktør, bedste musik, bedste make-up og bedste special effects. Casting Society of America tildelte filmen The Zeitgeist Award 30. januar 2020. Visual Effects Society gav filmen en pris for bemærkelsesværdige effekter 29. januar 2020.